# انرژی در ایسلند

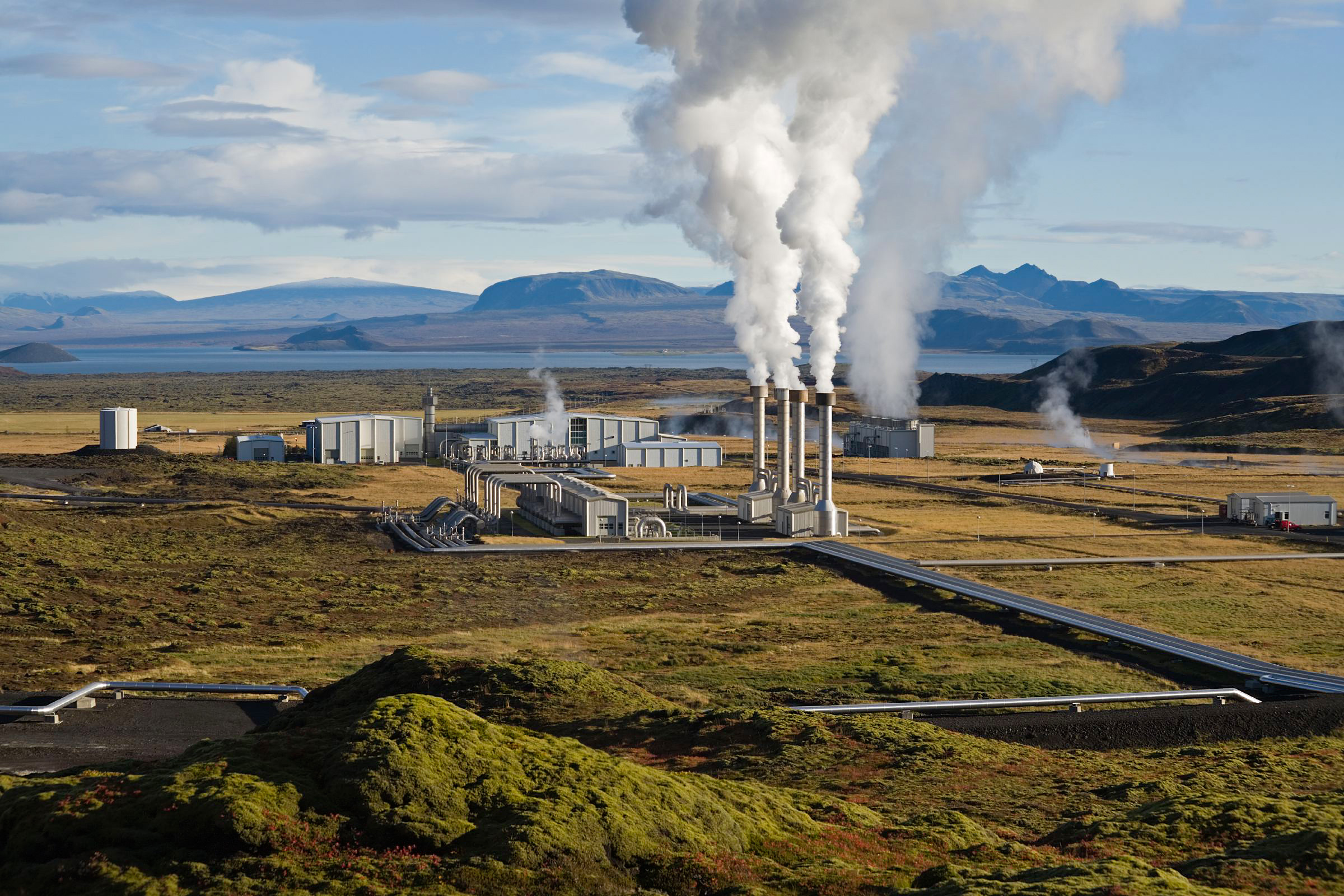
نیروگاه زمین‌گرمایی نسیاولیر

در حدود ۸۵٪ از مجموع کل انرژی اولیه تولیدی در ایسلند با کمک منابع انرژی تجدیدپذیر داخلی تأمین می‌شود. از این لحاظ، میزان سهم انرژی‌های تجدیدپذیر ایسلند بالاترین مقدار، در میان بودجهٔ انرژی تمامی کشورهاست. در سال ۲۰۱۶، انرژی زمین‌گرمایی در حدود ۶۵٪ انرژی اولیه را، تأمین می‌کرد و سهم تولید انرژی آبی ۲۰٪, و سهم سوخت‌های فسیلی (قالبا نفت برای بخش حمل و نقل) ۱۵٪ بوده‌است.
در سال ۲۰۱۵, مجموع برق مصرفی کشور ایسلند ۱۸٬۷۹۸ گیگاوات‌ساعت بود. انرژی‌های تجدیدپذیر تقریباً ۱۰۰٪ تولید را برعهده داشتند، به گونه‌ای که حدود ۷۳٪ آن از انرژی آبی و ۲۷٪ دیگر از زمین‌گرمایی تهیه شد. اکثر موقعیت‌های مربوط به انرژی آبی متعلق به لندسویرکیون (شرکت ملی نیرو) بود که فروشندهٔ عمدهٔ الکتریسیته در ایسلند است.
بیشتر انرژی زمین‌گرمایی برای گرمایش فضا استفاده می‌شود؛ چنان‌که سیستم‌های گرمایش محلی به صورت گسترده‌ای توزیع شده‌اند. نزدیک به ۸۵٪ از تمام خانه‌ها، در این کشور به وسیلهٔ سیستم زمین‌گرمایی، گرم می‌شوند.
ایسلند بیشترین سرانهٔ تولید انرژی تجدیدپذیر را در جهان دارد و همچنین سرانهٔ تولید الکتریسیته آن، با تقریب ۵۵٬۰۰۰ کیلووات‌ساعت به ازای هر فرد در طول یک سال، بالاترین مقدار در دنیاست. در مقام مقایسه، این سرانه در اتحادیهٔ اروپا کمتر از ۶٬۰۰۰ کیلووات‌ساعت است. بخش وسیعی از این برق در بخش صنایع پرمصرفی همچون تولید آلومینیوم مورد استفاده قرار می‌گیرد که به لطف قیمت پایین الکتریسیته در ایسلند، رشد کرده‌اند. طبق اطلاعات مندرج در فهرست بهره‌وری و تلفات ژئوپلیتیک در انتقال انرژی، ایسلند در میان ۱۵۶ کشور حائز رتبهٔ نخست است و بزرگترین موفقیت در گذر کامل به انرژی تجدیدپذیر را کسب کرده‌است.

## منابع انرژی

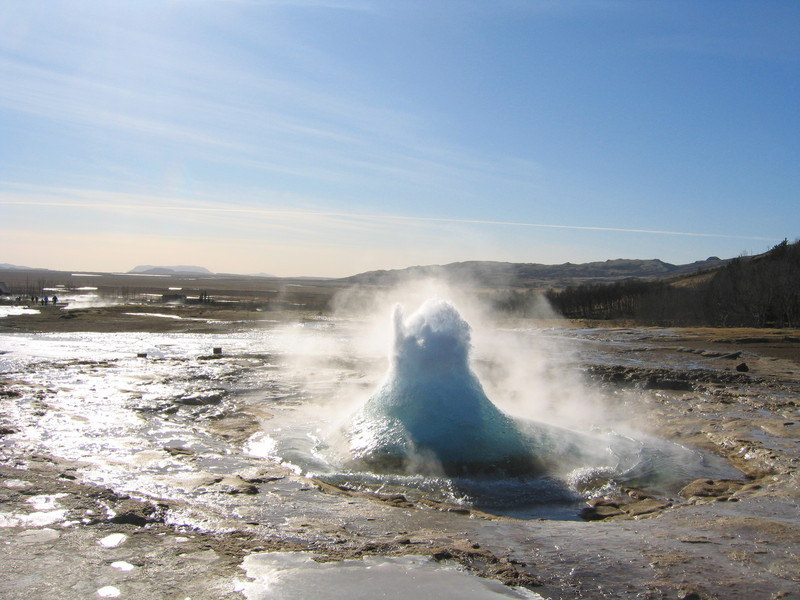
آب‌فشان Strokkur. ایسلند در پشته میانی اطلس، یکی از فعالترین مناطق زمین‌ساختی جهان است.

### نیروی زمین‌گرمایی

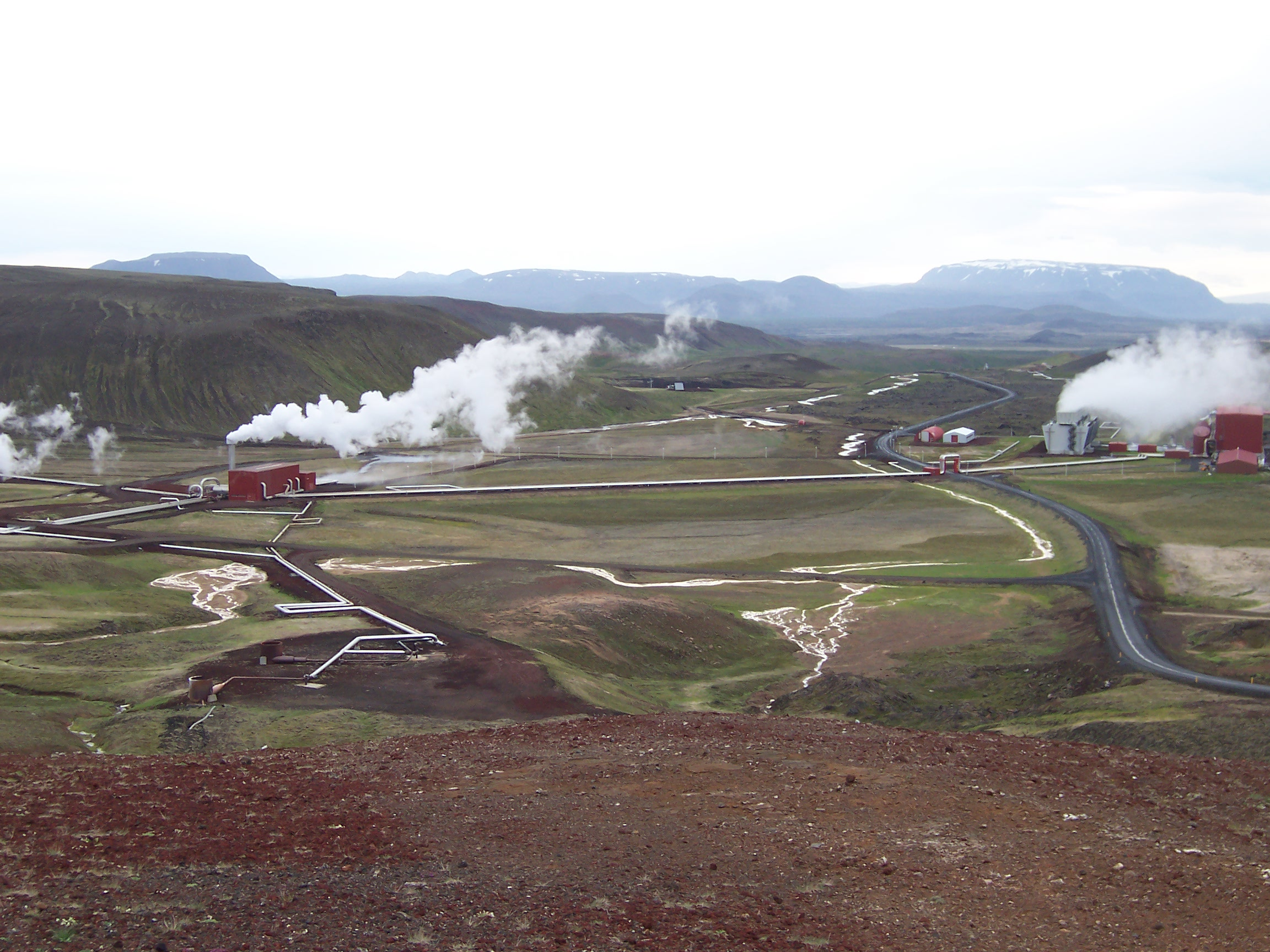
کرافلا، یکی از بزرگترین نیروگاه‌های زمین‌گرمایی.